# Кабанов Іван Григорович
Іван Григорович Кабанов (нар. 3 лютого 1898, село Нове Усольє Солікамського повіту Пермської губернії, тепер місто Усольє Пермського краю, Російська Федерація — 2 липня 1972, місто Москва) — радянський державний діяч, заступник голови РНК РРФСР, народний комісар харчової промисловості СРСР, міністр електропромисловості СРСР, голова Державного комітету Ради міністрів СРСР із матеріально-технічного постачання народного господарства, міністр зовнішньої торгівлі СРСР. Член ЦК КПРС у 1952—1961 роках. Кандидат у члени Президії ЦК КПРС з 16 жовтня 1952 по 5 березня 1953 року. Депутат Верховної ради Російської РФСР 1-го скликання. Депутат Верховної Ради СРСР 2-го і 4—5-го скликань.

## Життєпис
Народився в родині робітника. У 1911—1914 роках — учень слюсаря, в 1914—1916 роках — електромонтер содового заводу в селищі Березники.
У 1916—1918 служив у російській імператорській армії, учасник Першої світової війни.
Член РСДРП(б) з 1917 року.
У 1918 році організатор і керівник загону Червоної гвардії в селищі Усолье, член Усольського повітового військово-революційного комітету, військовий комісар Усольського повіту Пермської губернії.
У 1918—1922 роках служив у Червоній армії: командир і комісар частин зв'язку, учасник громадянської війни на Східному і Західному фронтах.
У 1922—1923 роках — завідувач організаційного відділу Усольского повітового комітету РКП(б).
У 1923—1924 роках — слухач Уральської партійної школи в місті Єкатеринбурзі.
У 1924—1927 роках — секретар партійного осередку содового заводу в Березниках, завідувач агітаційно-пропагандистського відділу Сарапульского окружного комітету РКП(б).
У 1927—1928 роках — студент Уральського університету в місті Свердловську.
У 1928—1931 роках — студент Московського електромашинобудівного інституту імені Каган-Шабшая.
У 1931—1932 роках — директор Штеровської електростанції в Донбасі.
У 1932 році працював помічником начальника групи із керівництва факультетами особливого призначення, втузами, школами-підприємствами сектора кадрів Народного комісаріату важкої промисловості СРСР.
У 1932—1937 роках — заступник начальника цеху тягових двигунів, інженер-дослідник, начальник центральної заводської лабораторії, начальник технічного відділу Московського заводу «Динамо».
У вересні 1937 — 5 березня 1938 року — народний комісар комунального господарства Російської РФСР.
5 березня — серпень 1938 року — заступник голови Ради народних комісарів Російської РФСР.
7 серпня 1938 — 19 січня 1939 року — народний комісар харчової промисловості СРСР.
У 1939—1940 роках — старший інженер, головний інженер Московського заводу «Динамо».
У 1940—1941 роках — директор Московського заводу «Динамо».
У червні — 21 серпня 1941 року — 1-й заступник народного комісара електропромисловості СРСР.
21 серпня 1941 — 2 квітня 1951 року — народний комісар (міністр) електропромисловості СРСР.
2 квітня 1951 — 18 жовтня 1952 року — 1-й заступник голови Державного комітету Ради міністрів СРСР із матеріально-технічного постачання народного господарства.
18 жовтня 1952 — 15 березня 1953 року — голова Державного комітету Ради міністрів СРСР із матеріально-технічного постачання народного господарства.
15 березня — 28 квітня 1953 року — 1-й заступник міністра внутрішньої і зовнішньої торгівлі СРСР.
24 серпня 1953 — 26 серпня 1958 року — міністр зовнішньої торгівлі СРСР.
У серпні 1958 — 2 липня 1972 року — заступник голови Комісії Президії Ради міністрів СРСР із зовнішньоекономічних питань. Одночасно в серпні 1958 — квітні 1962 року — міністр СРСР.
Помер 2 липня 1972 року після важкої і тривалої хвороби. Похований в Москві на Новодівочому цвинтарі.

## Нагороди
- чотири ордени Леніна
- орден Трудового Червоного Прапора
- медалі
- Сталінська премія І ст. (1953) — за розробку і впровадження в промисловість електромагнітного методу поділу ізотопів і отримання цим методом літію-6